# Henri Christophe
Henrique do Haiti (Granada, 6 de outubro de 1767 — Milot, 8 de outubro de 1820), nascido Henrique Cristovão (em francês: Henri Christophe)) foi um autoproclamado rei do Haiti. Militar de carreira, detinha a patente de general do exército haitiano quando tornou-se presidente, em 17 de fevereiro de 1807. Proclamou-se rei em 26 de março de 1811. Cometeu suicídio em 8 de outubro de 1820.
Participou ativamente do processo de independência do país, unindo-se aos líderes Alexandre Pétion e Jean-Jacques Dessalines contra o então império francês. Quando da independência haitiana, em 1804, os escravos foram libertos.

## Pré-reinado
Christophe foi levado a Santo Domingo como escravo. Trabalhou no restaurante dum hotel, por meio do que é dito que comprou sua liberdade. Acredita-se que em 1779 ele tenha servido às forças francesas na Revolução Americana como percussionista, no Chasseurs-Volontaires de Saint-Domingue, um regimento composto por negros e mestiços livres, durante o cerco a Savannah.
Henrique distinguiu-se na Revolução Haitiana de 1791, chegando ao posto de general em 1802. Em 1804, nasce seu terceiro filho, Jacques-Victor Henry, com Marie-Louise Coidavid, com a qual havia casado-se anos antes. Jacques-Victor viria a ser o único filho do casal a sobreviver.
Em 1806, Cristophe estava ciente dum plano para matar o Libertador e então Imperador do Haiti, Jean-Jacques Dessalines, percebendo aí uma oportunidade para tomar o poder. O plano foi executado por Alexander Pétion, que também considerava essa a única forma de subir ao poder. Após o regicídio, Henrique foi eleito presidente mas sem poderes de facto. Sentindo-se insultado, retirou-se ao norte, onde angariou forças para fundar um estado próprio.

Em 1807, Cristophe tornou-se presidente do Estado do Haiti (presidente e generalíssimo das forças de terra e mar do Estado do Haiti), ao norte, enquanto Pétion tornava-se presidente da República do Haiti, ao sul. Em 1811, Cristophe transformou a parcela norte do país no Reino do Haiti. Um edital de 1 de abril de 1811 determina seu título completo como 
Henrique, pela graça de Deus e pela Lei constitucional do Estado Real do Haiti, Soberano das Ilhas de Tortuga, Gônave, e outras ilhas adjacentes, Destruidor da tirania, Regenerador e benfeitor da nação haitiana, Criador das instituições morais, políticas e guerreiras, Primeiro monarca coroado do Novo Mundo, Defensor da fé, Fundador da ordem real e militar de Santo Henrique.

## Reinado
Um de seus primeiros atos como rei foi a instituição da nobreza haitiana, criando quatro títulos de príncipe, sete de duque, vinte e dois de conde, quarenta de barão e catorze de cavaleiro. Fundou também um colégio de armas a fim de prover brasões aos novos nobres. Nove anos depois, no ocaso de seu reinado, haviam sido criados mais quarenta e sete títulos.
Seu único filho ainda vivo, Jacques-Victor Henry, foi intitulado Príncipe Real do Haiti.
Henrique construiu para si seis castelos, oito palácios e a gigantesca Citadelle Laferrière.

## Fim do reinado
Apesar de seus esforços para promover a educação e estabelecer um sistema legal, o Código henriquiano, o rei se tornou um monarca autocrático e impopular, cujo reino estava em constante beligerância com o sul. A opinião pública tornou-se cada vez mais contrária ao que considerou "políticas feudais". Doente e fraco, apesar de ter apenas cinquenta e três anos de idade, Henrique preferiu atirar em si com uma bala de prata à possibilidade de golpe. Foi enterrado na Citadelle Laferrière.
Seu filho, o príncipe real, então com dezesseis anos, não teve oportunidade de suceder ao pai, sendo preso e executado a estocadas de baioneta por revolucionários no Palácio Sans-Souci.

## Legado
Henrique Christophe foi objeto da La Tragédie du Roi Christophe, uma peça de 1963 escrita pelo autor martinicano Aimé Césaire. Foi representado também na novela El Reino del Este Mundo de Alejo Carpentier.
Pierre Nord Alexis, presidente do Haiti de 1902 a 1908, era seu neto.
O grupo escoteiro Boy  Scouts  Troupe  Henri Christophe, associado ao colégio Notre Dame Du  Perpetuel Secours, em Cap-Haitïen, foi assim nomeado em sua homenagem.